# Story Cubes

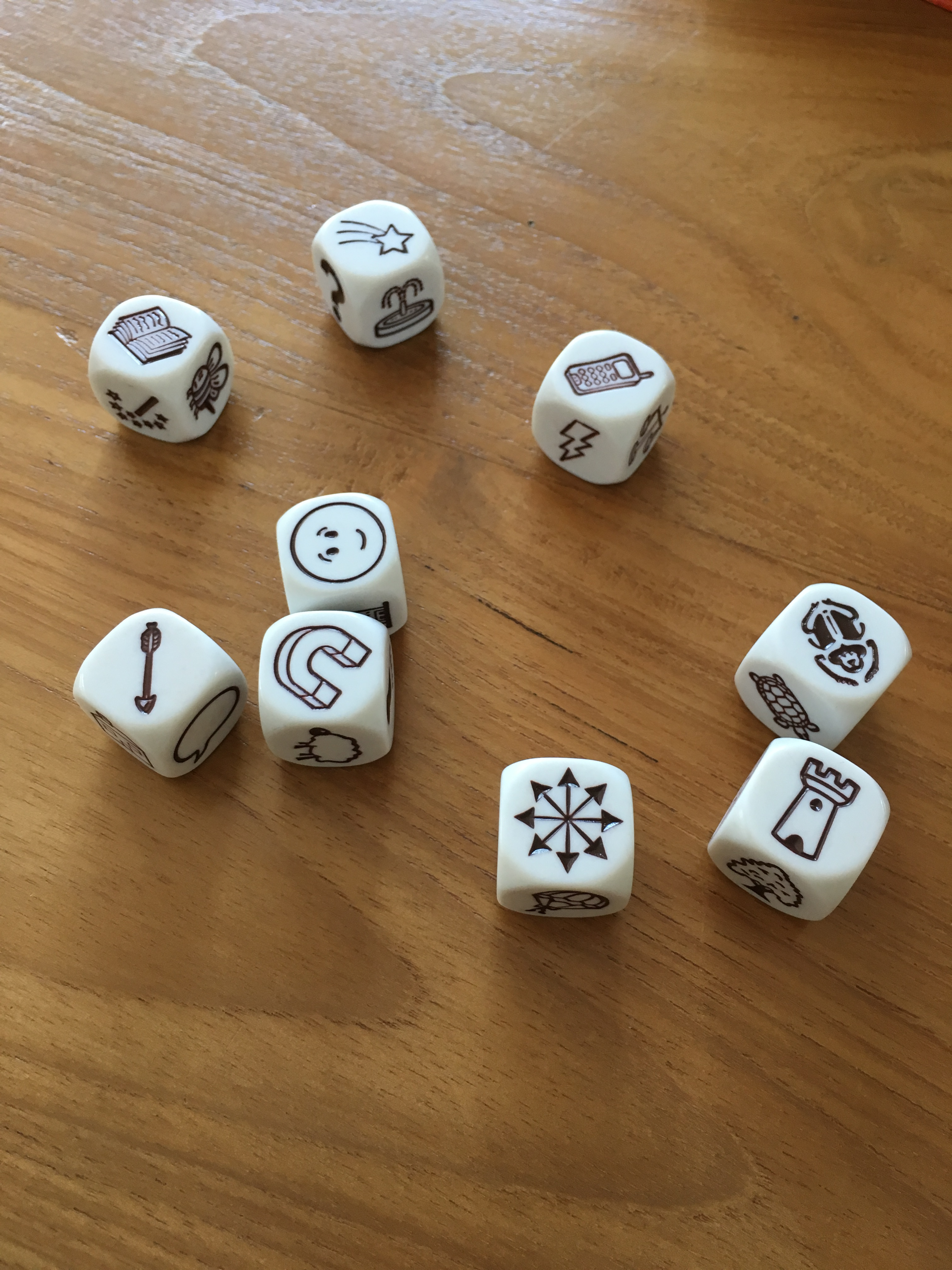
Story Cubes

Story Cubes ist ein Würfelspiel aus dem Verlag Gamewright und später The Creativity Hub, das zum Geschichtenerzählen anregen soll. Es ist erstmals im Jahre 2005 erschienen, danach folgten mehrere neue Auflagen und Bearbeitungen in unterschiedlichen Sprachen.
Das Spiel besteht aus neun Würfeln. Auf den Würfeln sind auf den Würfelseiten verschiedene Symbole abgedruckt (z. B. eine Burg, ein Schlüssel, ein Flugzeug). Ziel des Spieles ist es, nachdem man alle Würfel auf einmal gewürfelt hat, aus den Würfelbildern eine Geschichte zu erzählen. Dazu fängt eine Person mit einem der Würfelbildern an, frei eine Geschichte zu erfinden, die sich auf sein Würfelbild bezieht. Nachdem er die Geschichte mit dem ersten Würfelbild begonnen hat, übernimmt der nächste Spieler, indem er ebenfalls eines der restlichen Würfelbilder aussucht und die Geschichte weitererzählt. So durchläuft die Gruppe alle neun Würfelbilder, wobei bei den letzten Würfelbildern darauf zu achten ist, dass sich die Geschichte einem Ende nähert. Im eigentlichen Sinne handelt es sich also bei Story Cubes nicht um ein Spiel, sondern ist eher eine Methode phantasievolle Geschichten zu erzählen. Das Spiel lehnt sich teilweise an Spiele wie Linq und Dixit an.
Story Cubes ist ab sechs Jahre geeignet. Es gibt verschiedene thematische Versionen des Spiels.